# Vermand
Vermand és un municipi francès situat al departament de l'Aisne i a la regió dels Alts de França. L'any 2007 tenia 1.040 habitants.

## Demografia

### Població
El 2007 la població de fet de Vermand era de 1.040 persones. Hi havia 405 famílies de les quals 108 eren unipersonals (68 homes vivint sols i 40 dones vivint soles), 116 parelles sense fills, 137 parelles amb fills i 44 famílies monoparentals amb fills.
La població ha evolucionat segons el següent gràfic:
Habitants censats

### Habitatges
El 2007 hi havia 455 habitatges, 419 eren l'habitatge principal de la família, 11 eren segones residències i 26 estaven desocupats. 442 eren cases i 11 eren apartaments. Dels 419 habitatges principals, 322 estaven ocupats pels seus propietaris, 91 estaven llogats i ocupats pels llogaters i 5 estaven cedits a títol gratuït; 8 tenien dues cambres, 42 en tenien tres, 123 en tenien quatre i 245 en tenien cinc o més. 338 habitatges disposaven pel capbaix d'una plaça de pàrquing. A 202 habitatges hi havia un automòbil i a 175 n'hi havia dos o més.

### Piràmide de població
La piràmide de població per edats i sexe el 2009 era:
| Homes | Edats   | Dones |
| ----- | ------- | ----- |
| 0     | 95 o +  | 4     |
| 8     | 90 a 94 | 0     |
| 0     | 85 a 89 | 12    |
| 0     | 80 a 84 | 8     |
| 12    | 75 a 79 | 16    |
| 28    | 70 a 74 | 24    |
| 36    | 65 a 69 | 40    |
| 24    | 60 a 64 | 32    |
| 8     | 55 a 59 | 24    |
| 60    | 50 a 54 | 48    |
| 56    | 45 a 49 | 44    |
| 32    | 40 a 44 | 52    |
| 28    | 35 a 39 | 36    |
| 40    | 30 a 34 | 32    |
| 16    | 25 a 29 | 36    |
| 8     | 20 a 24 | 28    |
| 48    | 15 a 19 | 32    |
| 68    | 10 a 14 | 40    |
| 28    | 5 a 9   | 36    |
| 16    | 0 a 4   | 28    |

## Economia
El 2007 la població en edat de treballar era de 673 persones, 470 eren actives i 203 eren inactives. De les 470 persones actives 423 estaven ocupades (234 homes i 189 dones) i 47 estaven aturades (22 homes i 25 dones). De les 203 persones inactives 85 estaven jubilades, 65 estaven estudiant i 53 estaven classificades com a «altres inactius».

### Ingressos
El 2009 a Vermand hi havia 425 unitats fiscals que integraven 1.058,5 persones, la mediana anual d'ingressos fiscals per persona era de 18.488 €.

### Activitats econòmiques
Dels 44 establiments que hi havia el 2007, 2 eren d'empreses extractives, 3 d'empreses alimentàries, 3 d'empreses de fabricació d'altres productes industrials, 10 d'empreses de construcció, 7 d'empreses de comerç i reparació d'automòbils, 2 d'empreses de transport, 4 d'empreses d'hostatgeria i restauració, 1 d'una empresa d'informació i comunicació, 3 d'empreses de serveis, 5 d'entitats de l'administració pública i 4 d'empreses classificades com a «altres activitats de serveis».
Dels 15 establiments de servei als particulars que hi havia el 2009, 1 era una oficina d'administració d'Hisenda pública, 1 gendarmeria, 1 oficina de correu, 1 taller de reparació d'automòbils i de material agrícola, 1 autoescola, 3 paletes, 1 fusteria, 2 lampisteries, 1 electricista, 1 empresa de construcció i 2 perruqueries.
Dels 3 establiments comercials que hi havia el 2009, 1 era una botiga de més de 120 m², 1 una botiga de menys de 120 m² i 1 una fleca.
L'any 2000 a Vermand hi havia 11 explotacions agrícoles.

## Equipaments sanitaris i escolars
L'únic equipament sanitari que hi havia el 2009 era una farmàcia.
El 2009 hi havia una escola elemental. Vermand disposava d'un col·legi d'educació secundària amb 375 alumnes.

## Poblacions més properes
El següent diagrama mostra les poblacions més properes.